# Chiromyza grandicornis
Chiromyza grandicornis är en tvåvingeart som först beskrevs av Hardy 1920.  Chiromyza grandicornis ingår i släktet Chiromyza och familjen vapenflugor. Inga underarter finns listade i Catalogue of Life.